# 叶舒宪
叶舒宪（1954年9月20日—），男，北京人，中国比较文学家、文学人类学家，中国社会科学院比较文学研究中心主任、研究员，现任中国民间文艺家协会副主席。